# ملانوم ندولی

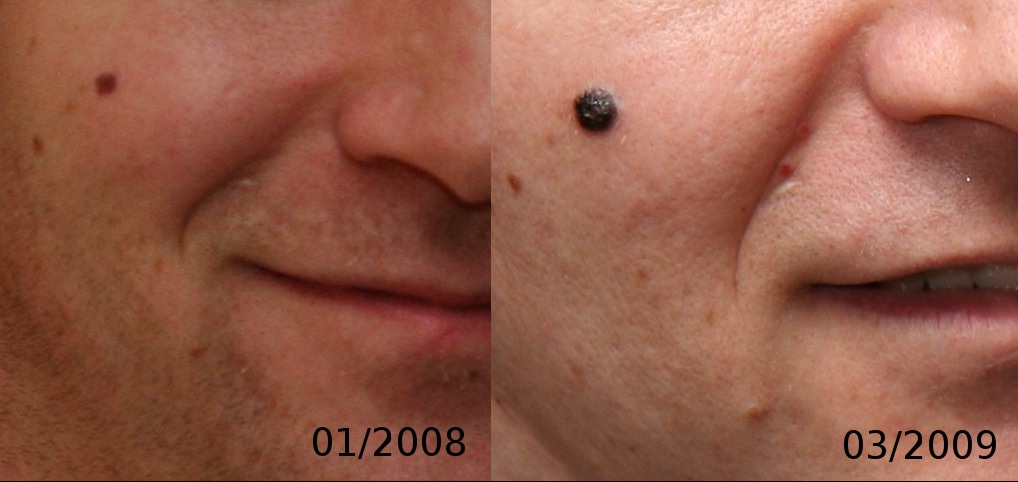
تکامل ملانوم ندولی ۴ میلی‌متری

ملانوم ندولی به انگلیسی: Nodular melanoma(NM) تهاجمی‌ترین شکل ملانوم است. در این نوع، در مقایسه با دیگر زیرگروه‌ها، ملانوم با سرعت بیشتری در ضخامت پوست رشد می‌کند و رشد عمقی آن بیشتر از رشد در سطح است. این بیماری به جای اینکه از یک خالی که از قبل وجود داشته ایجاد شود، ممکن است در نقطه‌ای ظاهر شود که ضایعه‌ای از قبل نبوده است. از آنجا که NM به جای رشد عرضی، بیشتر و سریعتر در عمق رشد می‌کند و می‌تواند در جایی بروز کند که ضایعه قبلی نداشته است، پیش‌آگهی بیمار اغلب تأثیر بدتری دارد، زیرا آگاه شدن بیمار از بروز تغییرات، بیشتر طول می‌کشد. NM اغلب تیره‌رنگ است. با این حال، برخی از NMها می‌توانند قهوه‌ای روشن، چند رنگ یا حتی بی‌رنگ (بدون رنگدانه) باشند. یک NM رنگِ روشن یا بدون رنگدانه ممکن است تشخیص داده نشود زیرا ظاهر آن نگران‌کننده نیست، اما نوع زخمی‌شکل و/یا خونریزی‌کنندهٔ آن شایع است.ملانوم پولیپوید یک نوع ویرولانت ملانوم ندولر است.
علائم میکروسکوپی آن عبارتند از:
- گنبدی‌شکل با بزرگ‌نمایی پایین
- اپیدرم نازک یا طبیعی
- ندول درم ملانوسیت‌ها با الگوی رشد «جلو رونده».
- بدون «مرحله رشد شعاعی»

## درمان
درمان‌های ملانوم متاستاتیک شامل عوامل ایمونوتراپی بیولوژیک پمبرولیزومب، ایپیلیموماب، و نیوالیومب و مهارکننده‌های BRAF مانند ومورافنیب و دبرافنیب و یک مهارکننده MEK ترامتینیب است.

## پروگنوز
عوامل مهم پیش‌آگهی ملانوم ندولر عبارتند از:
- ضخامت
- زخم
- وضعیت غدد لنفاوی نگهبان (SLN)[۱]